# Dumitru Petru Pop
Dumitru Petru Pop (n. 6 iunie 1937) este un fost deputat român în legislatura 1990-1992 ales în județul Mureș pe listele partidului PUNR și un fost senator român în legislatura 2000-2004 ales în județul Mureș pe listele partidului PRM. 
În legislatura 1990-1992, Dumitru Petru Pop a fost membru în grupurile parlamentare de prietenie cu Republica Franceză-Adunarea Națională, Republica Argentina, Republica Islamică Iran, Republica Federală Germania și Republica Coreea. 
În legislatura 2000-2004, Dumitru Petru Pop a fost membru în comisia juridică, de numiri, disciplină, imunități și validări (din sep. 2001) și în comisia pentru buget, finanțe, activitate bancară și piață de capital. Dumitru Petru Pop a fost membru în grupurile parlamentare de prietenie cu Republica Federală Iugoslavia, Republica Tunisiană și Republica Coasta de Fildeș. Dumitru Petru Pop a fost membru în comisia juridică, de numiri, disciplină, imunități și validări (din sep. 2001) și în comisia pentru buget, finanțe, activitate bancară și piață de capital.   